# Thalassarachna baltica
Thalassarachna baltica är en kvalsterart som först beskrevs av Lohmann 1889.  Thalassarachna baltica ingår i släktet Thalassarachna och familjen Halacaridae. Arten är reproducerande i Sverige. Inga underarter finns listade i Catalogue of Life.